# Nepenthes mantalingajanensis
Nepenthes mantalingajanensis Nerz & Wistuba, 2007 è una pianta carnivora della famiglia Nepenthaceae, endemica delle Filippine.

## Distribuzione e habitat
L'areale di questa specie è ristretto alla parte sommitale del Monte Mantalingajan, sull'isola di Palawan, nelle Filippine, dove cresce a 1700–2085 m.

## Conservazione
La Lista rossa IUCN classifica Nepenthes mantalingajanensis come specie a rischio minimo (Least Concern).